# Nebojša Vučinić
Nebojša Vučinić (* 17. října 1953 v Cetinje) je černohorský právník a univerzitní profesor.
Roku 2008 byl zvolen prvním soudcem Evropského soudu pro lidská práva za Černou Horu.